# Plecturocebus donacophilus
Plecturocebus donacophilus é uma espécie de sauá, zogue-zogue ou guigó, um macaco do Novo Mundo da família Pitheciidae, gênero Plecturocebus, do leste da Bolívia e de uma pequena área no Brasil. A distribuição da espécie se estende desde o rio Manique no Departamento de Beni, Bolívia até o sul de Rondônia no Brasil. O limite sul de sua dsitribuição inclui floresta ao redor da cidade de  Santa Cruz de la Sierra.
É um primata de médio porte com o dorso cinzento, laranja ventralmente em com tufos brancos nas orelhas. Tem uma dieta onívora, se alimentando de frutos, outros materiais vegetais e invertebrados. É predado principalmente por rapinantes, embora felinos e outras espécies de macacos podem atacá-los. É considerado monogâmico e vive em pequenos grupos de dois a sete indivíduos consistindo, geralmente, de um casal e sua prole. O grupo tem uma área de vida de 0,005 km² a 0,14 km² e os adultos possuem um repertório de vocalizações complexo na defesa do território. São conhecidos por entrelaçarem a cauda quando os indivíduos sentam-se juntos. Podem viver até 25 anos em cativeiro.
As populações da espécies estão declinando. Isto é devido principalmente à perda e degradação do habitat. Apesar disso, a IUCN classificou a espécie como em risco "pouco preocupante" em 2008 pois é adaptável a ambientes degradados e apresenta ampla distribuição geográfica.

## Taxonomia
Callicebus donacophilus pertence à família de Macacos do Novo Mundo Pitheciidae, que contém os sauás (Callicebus), parauaçus (Pithecia), cuxiús (Chiropotes) e uacaris (Cacajao). Os sauás são membros da subfamília Callicebinae, que contém o único gênero Callicebus.
Embora exista debate qual a posição exata da espécie dentro do gênero Callicebus, C. donacophilus está dentro do subgênero Callicebus, formando o complexo C. donacophilus com as espécies Callicebus modestus, Callicebus oenanthe, Callicebus olallae e Callicebus pallescens. C. pallescens também já foi considerado subespécie de  C. donacophilus, mas atualmente, são duas espécies distintas.

## Distribuição geográfica e habitat
Callicebus donacophilus é encontrado em florestas úmidas, mas prefere mais as regiões secas do que úmidas. É encontrado na zona ribeirinha e em florestas de galeria e é claramente associado com habitats abertos como pradarias e pradarias pantanosas. Habita, também, áreas com densa vegetação, frequentemente escolhendo áreas mais densas da floresta. É um espécie tolerante à perturbações no habitat. Na Bolívia, C. donacophilus é encontrado no alto Mamoré, rio Grande e rio Itonomas, a leste do rio Manique no Departamento de Beni e em florestas ao redor de Santa Cruz de la Sierra. Sua distribuição se estende até o sul de Rondônia, no Brasil.

## Descrição
C. donacophilus é um primata de médio porte com a pelagem variando do cinza ao laranja. Não apresenta dimorfismo sexual, e o macho tem cerca de 31,1 cm de comprimento, enquanto a fêmea possui 34 cm. A cauda é muito peluda e macia, e mais longa que o comprimento do corpo. A pelagem é espessa, com a parte dorsal e dos membros variando desde o cinza avermelhado, até o laranja, com as partes internas dos membros de cor laranja e tufos brancos nas  orelhas.
Pesam entre 800 e 1200 g, com as fêmeas sendo ligeiramente menos pesadas. A fórmula dentária é {\displaystyle {\tfrac {2:1:3:3}{2:1:3:3}}\times 2=36}, Significando que cada hemi-mandíbula possui dois incisivos, um canino, três pré-molares e três molares. Os caninos são relativamente curtos se comparados com outros macacos do Novo Mundo. Em cativeiro, C. donacophilus pode viver mais de 25 anos.

## Comportamento
C. donacophilus é uma espécie críptica, diurna e conhecida por viver em pequenos grupos. É monogâmico e vive em grupos que possuem entre dois e sete indivíduos: um casal reprodutor e cinco juvenis. Grupos poliândricos já foram registrados. O filhote é carregado pelo macho e está com ele a maior parte do tempo, exceto quando está sendo amamentado. Entre as idades de dois e quatro anos, os juvenis dispersam do grupo natal, e as fêmeas deixam o grupo antes dos machos.

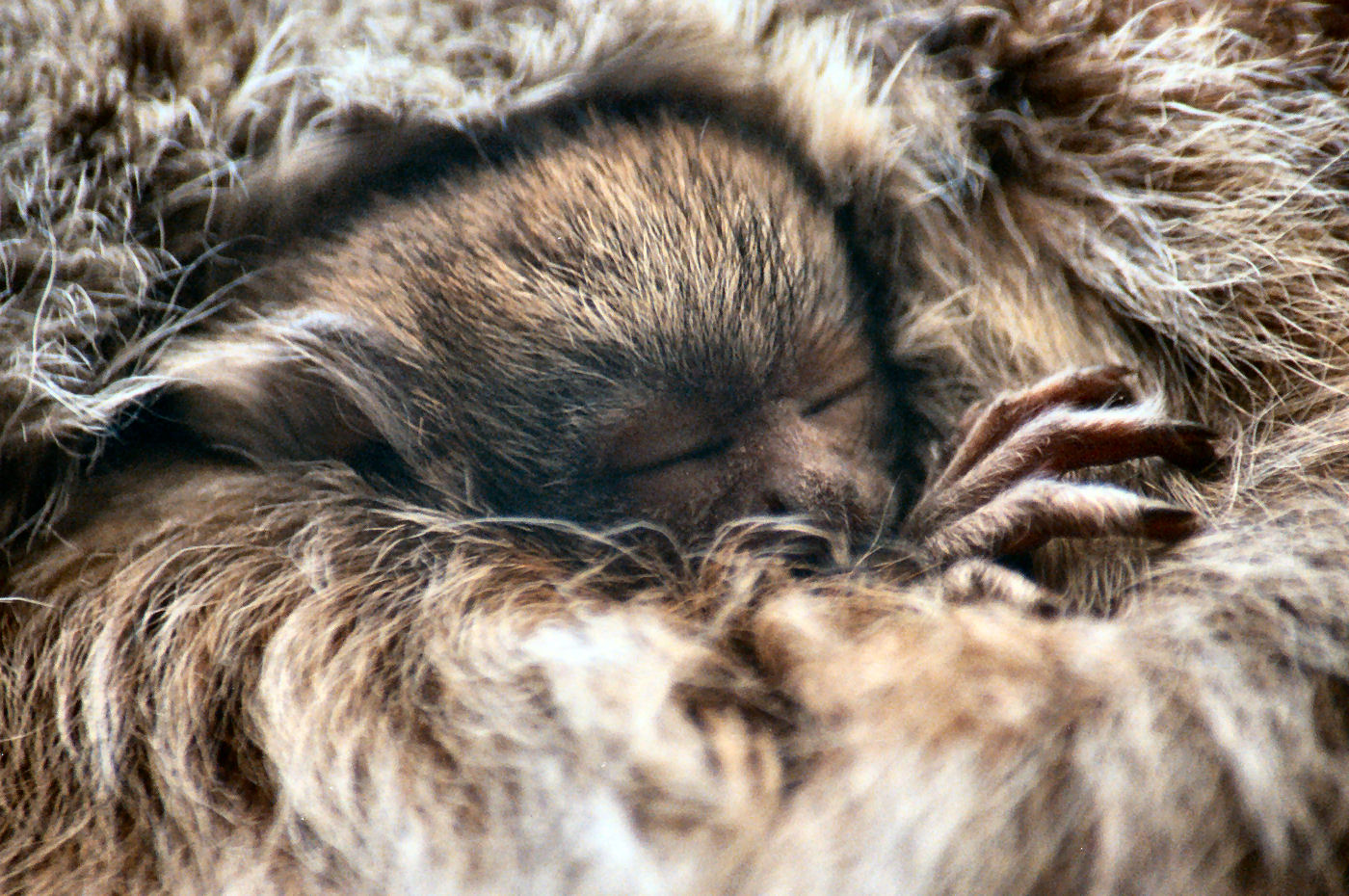
Filhotes são carregados pelos machos durante os primeiros meses.

Os laços entre o casal reprodutor são fortes, e eles permanecem juntos e se engajam em várias atividades juntos. Cada membro do grupo pode seguir um ou outro, e a liderança muda ao longo do dia. Evidências da estabilidade do casal é mostrado pela catação, o enrolar das caudas de cada um entre si, o aconchegar-se juntos. Guigós são altamente territoriais e quando encontram outro grupo familiar, ambos respondem com ameaças, e os machos mostram agitação com machos intrusos. Quando não estão juntos, o casal separado mostra-se agitado e estressado.
Os guigós ou zogue-zogues são conhecidos principalmente por suas vocalizações, e um complexo repertório de chamadas e sons. Essas podem ser divididas em duas categorias: chamadas agudas de baixa intensidade e chamadas graves de alta intensidade. As vocalizações são frequentemente combinadas e repetidas para formar sequencias que são usadas para indicar estresse, conflito, brincar, formação de casais, distúrbios e defesa de território. As chamadas agudas são mais utilizadas quando esses macacos são perturbados, mas também podem ser emitidas antes ou depois do grupo reunir-se, enquanto forrageam ou para encontrar outros membros do bando. As chamadas graves de alta intensidade são usadas principalmente durante comunicação de longa distância. Sua função é manter espaçoes adaquados entre as áreas de vida dos diferentes grupos familiares. Essas vocalizações são emitidas em duetos, e geralmente envolvem o macho e a fêmea. Se existe algum grupo vizinho por perto, ele irá responder com seu próprio dueto.

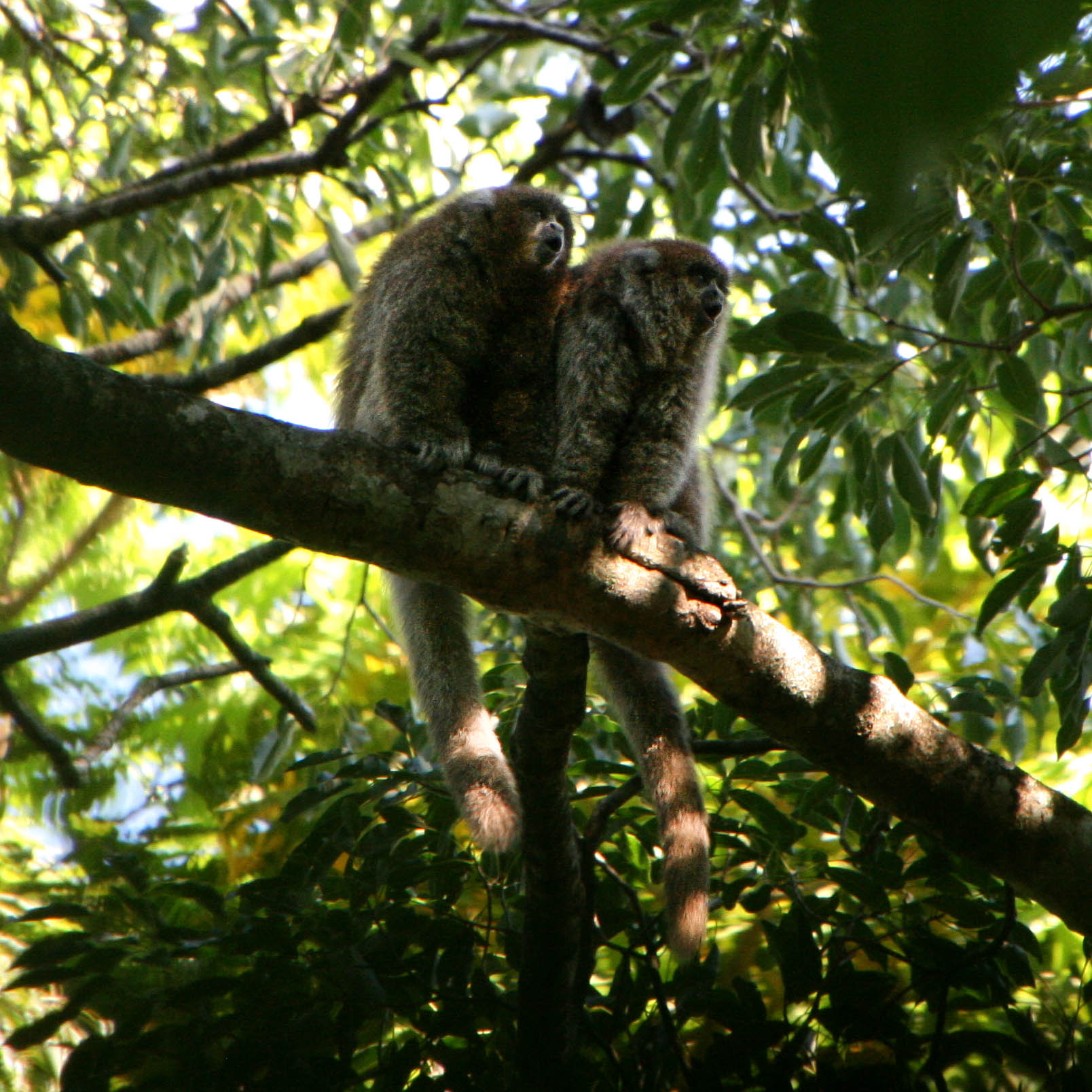
Os guigós possuem um complexo repertório de vocalizações.

Callicebus donacophilus é arborícola, e passa a maior parte do tempo nos estratos mais baixos da floresta. Pode adentrar o dossel florestal quando se desloca por grandes distâncias e pode também atravessar pequenas áreas abertas, embora seja mais raro. Durante deslocamentos normais através do território, o quadrupedalismo é a postura usual, com caminhar, escaladas e saltos. Salto somente pequenas distâncias, não mais do que o comprimento do próprio corpo, entre as árvores e onde a vegetação não é densa o suficiente para suportar as formas anteriores de locomoção. Quando se locomove no solo disse-se que se locomove no limite por meio de que salta mais de um 1 m do solo. O zogue-zogue prefere ramos que possuem menos de 5 cm de diâmetro e sua calda nunca toca o ramo em que suporta seu corpo.

## Ecologia
Pouco se sabe sobre a ecologia de C. donacophilus e dos guigós de forma geral, e poucos estudos focaram nessa espécie de primata. É um animal diurno, começando suas atividades próximo ao nascer do sol e seguindo até o fim do dia. A disponibilidade de comida influencia nas atividades: se há abundância de comida nos meses mais quentes, quando existem frutos disponíveis, esses macacos podem iniciar as atividades mais cedo, ou se existe carência de comida, eles podem permanecer na árvore que se alimentam até à noite. C. donacophilus geralmente descansa no meio do dia e possui dois períodos principais de alimentação, pela manhã e à tarde. Existe um período de alimentação no final do dia. No total, C. donacophilus é ativo por cerca de 11,5 horas, e 2,7 horas são gastas se alimentando. Dorme em ramos que se encontram a 15 m do solo.

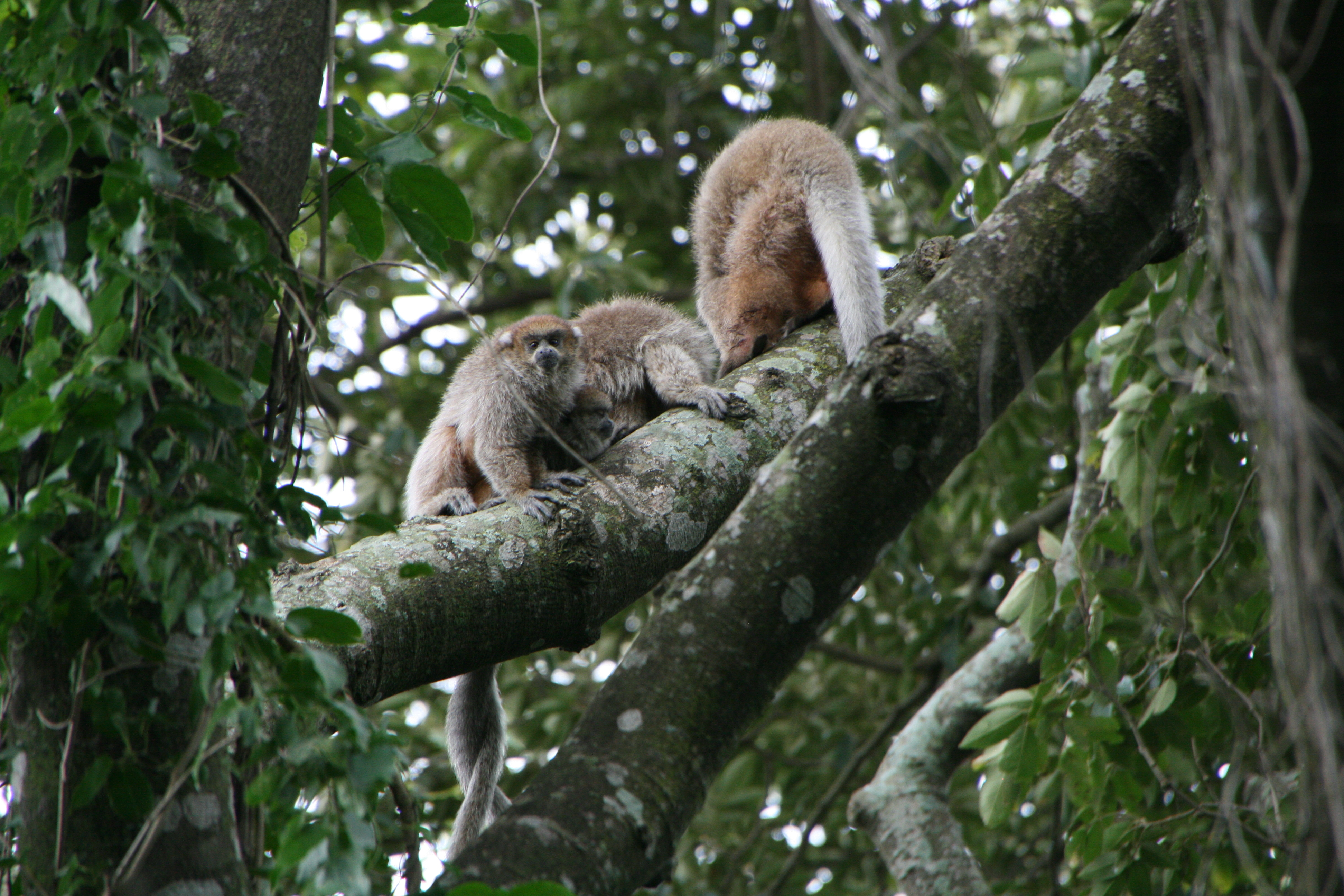
Quando dois guigós estão descansando juntos, eles enrolam as respectivas caudas.

Embora pouco tenha sido publicado com relação à dieta de C. donacophilus, sabe-se que os integrantes do gênero Callicebus são onívoros, comendo frutos, folhas, insetos e sementes. Comem principalmente folhas, especialmente aquelas que são jovens e ricas em proteínas, portanto, uma parte significativa do dia é gasta descansando, para que se possa digerir a celulose. Consomem mais de 100 espécies diferentes de plantas e frutos. Os guigós também comem pequenos insetos (formigas, borboletas, mariposas e suas lagartas), aranhas, e podem pegar presas voando, caso estejam próximos deles. Durante a estação seca, aumenta a parcela de folhas na dieta, e durante a lactação, o consumo de insetos aumenta, como forma de otimizar a ingesta de proteínas.
C. donacophilus se desloca entre 425 e 1152 m por dia, e mantém áreas de vida entre 0,005 e 0,14 km². Durante a estação seca há menos frutos disponíveis e portanto, menos necessidade de se fazer grandes deslocamentos, e neste caso, o deslocamento diário pode ser apenas um terço do feito na estação chuvosa. Seus territórios são frequentemente compartilhados com outras espécies de primatas, como saguis, macacos-de-cheiro, macacos-pregos, macacos-da-noite, bugios e macacos-aranhas. Pode ser perseguido dos sítios de alimentação por espécies maiores, e geralmente evita o contato com outros primatas.

## Conservação
A espécie é considerada com um estado de conservação "pouco preocupante" pela IUCN. Não é considerada ameaçada por conta de sua adaptabilidade e abundância e distribuição relativamente ampla, e apesar de haver um declínio nas populações, o suficiente para colocar em algum grau de ameaça de extinção. A CITES o lista no Apêndice II.
A principal ameaça é o desmatamento e perda de habitat pela agricultura. A área com maior perda de habitat é a que está ao redor da cidade de Santa Cruz de la Sierra, mas ainda ocorre nos limites da cidade e em muitos estabelecimentos rurais. Possui poucos predadores e mostra-se tolerante a mudanças ambientais provocadas pelo homem. Campos cultivados podem rodear e isolar áreas de habitat desse sauá, o que ocasionalmente pode ter um impacto positivo para a espécie. Fazendeiros podem repelir caçadores nas áreas, o que acaba protegendo a espécie de forma inconsciente. Parece que C. donacophilus também pode atravessar descampados entre os fragmentos de floresta, e alguns grupos podem ser bem sucedidos em áreas perturbadas em meio a atividades humanas. Entretanto, habitats fragmentados podem evitar o estabelecimento de novos territórios e diminuir as possibilidades de reprodução dos indivíduos. Corredores de floresta para conectar fragmentos têm sido propostos para assegurar a sobrevivência de C. donacophilus a longo prazo. A espécie é encontrada na Reserva da Biosfera Estação Biológica de Beni e no Parque Nacional Amboro na Bolívia e se beneficia da proteção que essas reservas providenciam.